# 安田忠夫
安田 忠夫（やすだ ただお、1963年10月9日 - ）は、日本の元男性プロレスラー、元総合格闘家、元大相撲力士、元YouTuber、タレント。東京都大田区出身。娘は元レースクイーンのAYAMI。大相撲力士時代は、身長192cm、体重143kg。

## 来歴

### 大相撲時代
中学3年生の1学期に大きな体を見込まれて九重部屋からの勧誘を受ける。最初は運動経験がないことを理由に断るが、「料理を覚えることもできるぞ」と九重に説得されて入門に至り、1979年3月場所初土俵。入門当初の四股名は本名と同じ安田だったが、1980年3月場所には富士の森、1984年3月場所以降は孝乃富士（たかのふじ）と名乗り、1986年5月場所に新入幕。懐が深く、胸を合わせての左四つが得意であったが立合いを苦手としていた。若手の頃は同部屋同期入門の北勝海信芳や、双羽黒（北尾光司）、寺尾常史、琴ヶ梅剛史、小錦八十吉らとともに「花のサンパチ組」と称された。
1986年9月場所、入幕3場所目に双羽黒から金星を挙げ、更に1987年9月場所にも双羽黒から金星を取った。1990年5月場所に東前頭9枚目で11勝4敗の好成績を挙げ敢闘賞を受賞し、翌7月場所に小結に昇進するが、2勝13敗の大敗に終わり、三役経験は同場所のみに終わった。1992年5月場所を最後に28歳で力士を廃業。なお引退相撲の断髪式では、当時の師匠かつ兄弟子の九重親方（元横綱・千代の富士）ではなく、自身が引退する直前の1992年4月まで師匠だった陣幕親方（元横綱・北の富士、元NHK相撲解説者）が止め鋏を入れていた。これは本人が「陣幕親方（北の富士）に切って欲しい」と希望し聞き入れられたためである。

### プロレス、総合格闘技時代

#### 新日本プロレスに入門
力士を廃業した後、プロレスラーへ転向。1993年6月、新日本プロレスに入門。日本武道館での馳浩戦でデビュー。恵まれた体格と格闘センスでポスト坂口征二（坂口から赤いコスチュームと入場曲「燃えよ荒鷲」を受け継いだ）として期待されたものの、大きなチャンスを与えられることもなく、結果を出せない中堅レスラーとしての日々が長く続く。穏やかな人柄で橋本真也らからはヤスティの愛称で呼ばれ可愛がられた。
私生活では根っからのギャンブル好きで借金苦に陥っていたこともあり、家族とも離縁。

#### 総合格闘家としての絶頂期
のちにアントニオ猪木によって再生され、2001年に総合格闘技デビュー。3月25日のPRIDE.13で佐竹雅昭に判定勝ちを収めて白星デビューを飾る。12月31日の「INOKI BOM-BA-YE 2001」ではメインイベントに大抜擢され、生中継でジェロム・レ・バンナから大金星を挙げた。2002年2月にはIWGPヘビー級王座も獲得した。その後悪役に転向し魔界倶楽部のリーダーとなるが素行不良が顕著となり、2004年に精神修行の旅に出て、正統派に戻るはずだった。しかし復帰から間もない9月15日、新日本プロレスから無期限出場停止処分を受け、当時の社長草間政一より2005年1月18日に解雇された。

#### 新日本プロレス解雇後
その後はIWA・JAPAN、フーテン・プロモーション、ZERO1-MAX、ハッスルに参戦。出場停止からちょうど1年にあたる2005年9月15日、ZERO1-MAXを運営するファーストオンステージ社長・中村祥之が新日本プロレス社長・サイモン猪木と会談し、新日本に置きっぱなし状態になっていた安田忠夫の契約書を譲渡してもらい、中村が一切のマネージメントを受け持つこととなり、ファーストオンステージ所属（預かり）となった。事実上のZERO1-MAX所属であるが、ヒールレスラーであること、素行面の心配が解消されないこと、最初に参戦していたIWA・JAPANの興行を優先することなどの理由により、正式所属とはならなかった。
2005年12月、予定されていたIWA・JAPANの興行を諸事情により取りやめ、IWA・JAPAN社長の浅野起州はトラブルを否定しながらも今後の参戦がないことを示唆した。
アントニオ猪木主催のIGF（イノキ・ゲノム・フェデレーション）旗揚げ戦（6月）でジョシュ・バーネット、9月の興行第2戦でマーク・コールマンと対戦するも共に負けを喫した。
2007年10月5日、都内の自宅で倒れているところを田山正雄に発見され、救急車で病院に運ばれていたことが判明した。警視庁田園調布警察署によると、練炭を使って自殺を図った模様。発見が早かったため一命は取り留めた。その後、東京スポーツによると、意識が戻った安田は自殺説を否定し「焼肉をしようと思ったが、ガスが止められていたので七輪を買った。そうしたら今度は肉を買う金がなくなってしまい、独り空しく“エア焼肉”を楽しんでいたら、不覚にも眠ってしまって…」と語った。10月14日には翌週に退院できるほどに回復した姿が報道された。退院後は12月20日に行われるIGF有明コロシアム大会で小川直也と対戦するも敗北。暫く音沙汰がなかったが、2008年5月にZERO1-MAXへ参戦する蝶野正洋のタッグパートナーとして出場することが明らかとなった。2008年7月には東海プロレスに参戦し、小仲＝ペールワンとシングルマッチを行い勝利した。

#### 現役としての晩年
2008年11月4日付東京スポーツに2008年10月より岩手県八幡平市にある石澤常光（ケンドー・カシン）の実兄が経営する養鶏・養豚場で働いていると掲載されたが、2010年7月27日発売の週刊アサヒ芸能おいて、2010年7月をもって解雇となったことが報じられた。また、同記事では力士時代の大相撲の賭博に関して暴露した。
その後同年9月には嵐の自主興行に参戦し約1年ぶりにプロレスに復帰したものの、10月には東京スポーツで2011年初めに自身の引退興行を行うと発表した。
2011年2月4日、有志による引退興行実行委員会の助力で安田忠夫引退記念興行「日本とプロレスにおさらばします。」を後楽園ホールで開催。オープニングマッチで曙と、第4試合でのタッグマッチで大谷晋二郎とタッグを組んで高山善廣・鈴木みのる組と、メインイベントでは天龍源一郎と3試合を戦った。試合終了後には引退式が行なわれ、娘・AYAMIが手紙を読み上げ、10カウントゴングが鳴らされた。
引退後はブラジルに渡り、農場で働きつつ、相撲を教えると待遇の職務を斡旋されていたが、引退興行実行委員会との金銭トラブルを理由に、渡航予定日に空港に姿を現すことはなかった。
その後、カンボジアの国際的カジノ企業「ゴールデン・パームグループ」に就職が決まったと報じられたが、10月末には同社を辞職し帰国していたことが発覚した。
2012年3月25日放送の『クイズ☆タレント名鑑』の企画「USC 〜史上最大ガチ相撲トーナメント 2012 春〜」に出場、決勝で元若麒麟の鈴川真一に敗れ準優勝となった。
2017年末、芸能事務所「アフロディーテ プロモーション」に所属しタレント業を開始。ツイッターも開設（2021年現在は閉鎖）。また2018年5月よりYouTubeチャンネル「安田忠夫の人生劇場」を開設したが、こちらも2021年9月に閉鎖した。
2022年3月現在、列車見張員の仕事をしているという。
同年12月9日、都内で行われたアントニオ猪木追悼興行の記者会見に貴賢神を連れて登場。久々に姿を見せた。

## 得意技
角界出身として、それを生かしたパワーファイトが身上であった。それ以降は、総合での格闘技も身に付けていた。
タイガードライバー
ダブルアームの体勢で持ち上げ、パワーボムの体勢で落とす。安田の場合はほとんどダブルアームから上に放り投げるように引っこ抜き、最終的にはパワーボムのような形で落とした。技の技術は拙い方だったが、逆にそれが影響して相手が不完全な体制のまま脳天からマットに落下する危険技と化すこともあった。安田の愛称にちなんで「ヤスティドライバー」と呼ばれる事もある。
突っ張り
安田の場合、この技を下記の定番の流れに組み込んでいた。
ダブルアームスープレックス
相手の両腕を閂状に固定した状態で投げ飛ばす技。突っ張りで相手レスラーをコーナーに追い詰め、コーナー串刺しボディスプラッシュからのダブルアーム・スープレックスは安田の定番ムーブであった。
ワンハンドチョーク
バンナを倒した必殺技。相手の喉に前腕を押し付け、体重を掛ける。プロレスにおいては喉笛攻撃は反則だが、安田だけは反則が宣告されるぎりぎりまで絞め上げていた。ギロチンチョークとも呼ばれたが、ギロチンチョークは本来フロントチョークを指すため、ワンハンドチョーク(片手絞)と記載。
肩固め
上記同様、安田が総合格闘技で学んだ技術。2003年のG1 CLIMAXでは、当時のIWGP＆NWF二冠王者高山善廣相手に、ギロチンチョークからの肩固めで締め上げ、失神KOに追い込み勝利を挙げた。

## 大相撲での主な成績
- 通算成績：418勝459敗4休 勝率.477
- 幕内成績：212勝281敗2休 勝率.430
- 現役在位：79場所
- 幕内在位：33場所
- 三役在位：1場所（小結1場所）
- 三賞：1回
  - 敢闘賞：1回 (1990年5月場所)
- 金星：2個（双羽黒2個）

### 場所別成績
| | 一月場所 初場所（東京） | 三月場所 春場所（大阪） | 五月場所 夏場所（東京）  | 七月場所 名古屋場所（愛知） | 九月場所 秋場所（東京） | 十一月場所 九州場所（福岡） |
| --- | ----------------------- | ----------------------- | ------------------------ | --------------------------- | ----------------------- | --------------------------- |
| 1979年 （昭和54年） | x                       | （前相撲）              | 西序ノ口7枚目 3–2–2      | 西序ノ口8枚目 5–2           | 西序二段87枚目 3–4      | 東序二段99枚目 5–2          |
| 1980年 （昭和55年） | 東序二段64枚目 3–4      | 西序二段83枚目 4–3      | 東序二段56枚目 5–2       | 西序二段17枚目 1–6          | 西序二段49枚目 3–4      | 西序二段59枚目 5–2          |
| 1981年 （昭和56年） | 西序二段17枚目 5–2      | 西三段目73枚目 3–4      | 西三段目86枚目 7–0       | 東幕下58枚目 1–6            | 西三段目21枚目 3–4      | 西三段目32枚目 4–3          |
| 1982年 （昭和57年） | 東三段目18枚目 5–2      | 東幕下53枚目 3–4        | 東三段目6枚目 4–3        | 西幕下53枚目 3–4            | 西三段目12枚目 6–1      | 西幕下38枚目 4–3            |
| 1983年 （昭和58年） | 西幕下31枚目 5–2        | 東幕下18枚目 3–4        | 東幕下31枚目 4–3         | 西幕下21枚目 4–3            | 西幕下16枚目 3–4        | 東幕下27枚目 2–5            |
| 1984年 （昭和59年） | 西幕下43枚目 6–1        | 東幕下19枚目 5–2        | 東幕下9枚目 4–3          | 西幕下5枚目 2–5             | 東幕下20枚目 6–1        | 西幕下6枚目 5–2             |
| 1985年 （昭和60年） | 西幕下筆頭 5–2          | 西十両10枚目 4–11       | 西幕下6枚目 5–2          | 西十両13枚目 6–9            | 西幕下4枚目 4–3         | 西幕下2枚目 6–1             |
| 1986年 （昭和61年） | 西十両9枚目 9–6         | 西十両2枚目 9–6         | 東前頭14枚目 8–7         | 東前頭10枚目 8–7            | 西前頭3枚目 4–11 ★      | 西前頭9枚目 8–7             |
| 1987年 （昭和62年） | 西前頭5枚目 6–9         | 東前頭9枚目 8–7         | 東前頭5枚目 5–10         | 西前頭9枚目 9–6             | 西前頭筆頭 3–12 ★       | 東前頭9枚目 8–7             |
| 1988年 （昭和63年） | 西前頭2枚目 3–12        | 西前頭9枚目 8–5–2       | 東前頭5枚目 7–8          | 西前頭6枚目 8–7             | 西前頭筆頭 2–13         | 西前頭12枚目 9–6            |
| 1989年 （平成元年） | 東前頭6枚目 8–7         | 東前頭3枚目 3–12        | 東前頭10枚目 8–7         | 西前頭7枚目 6–9             | 東前頭11枚目 9–6        | 西前頭4枚目 7–8             |
| 1990年 （平成2年） | 東前頭5枚目 9–6         | 東前頭筆頭 2–13         | 東前頭9枚目 11–4 敢      | 東小結 2–13                 | 西前頭9枚目 8–7         | 東前頭4枚目 6–9             |
| 1991年 （平成3年） | 東前頭7枚目 8–7         | 西前頭4枚目 1–14        | 東前頭15枚目 8–7         | 東前頭11枚目 5–10           | 東前頭15枚目 7–8        | 東十両3枚目 8–7             |
| 1992年 （平成4年） | 西十両2枚目 6–9         | 東十両6枚目 6–9         | 東十両10枚目 引退 4–11–0 | x                           | x                       | x                           |
| 各欄の数字は、「勝ち-負け-休場」を示す。 優勝 引退 休場 十両 幕下 三賞：敢=敢闘賞、殊=殊勲賞、技=技能賞 その他：★=金星 番付階級：幕内 - 十両 - 幕下 - 三段目 - 序二段 - 序ノ口 幕内序列：横綱 - 大関 - 関脇 - 小結 - 前頭（「#数字」は各位内の序列） |                         |                         |                          |                             |                         |                             |

## 幕内対戦成績
| 力士名   | 勝数 | 負数 | 力士名   | 勝数 | 負数 | 力士名 | 勝数 | 負数 | 力士名   | 勝数 | 負数 |
| -------- | ---- | ---- | -------- | ---- | ---- | ------ | ---- | ---- | -------- | ---- | ---- |
| 安芸ノ島 | 1    | 2    | 曙       | 1    | 1    | 朝潮   | 1(1) | 3    | 旭富士   | 0    | 6    |
| 板井     | 8    | 6    | 恵那櫻   | 8    | 5    | 巨砲   | 7    | 18   | 大錦     | 1    | 3    |
| 大乃国   | 0    | 5    | 小城ノ花 | 2    | 2    | 魁輝   | 0    | 1    | 春日富士 | 4    | 3    |
| 北勝鬨   | 2    | 3    | 騏ノ嵐   | 5    | 1    | 旭豪山 | 2    | 0    | 旭道山   | 4    | 7    |
| 霧島     | 6    | 8    | 起利錦   | 6    | 7    | 麒麟児 | 9    | 3    | 久島海   | 3    | 3    |
| 蔵間     | 2    | 1    | 高望山   | 6    | 5    | 港龍   | 1    | 1    | 琴稲妻   | 7    | 7    |
| 琴ヶ梅   | 3    | 7    | 琴椿     | 1    | 3    | 琴錦   | 2    | 4    | 琴の若   | 0    | 2    |
| 琴富士   | 5    | 3    | 小錦     | 1    | 6    | 駒不動 | 0    | 1    | 佐賀昇   | 1    | 0    |
| 逆鉾     | 4    | 3    | 佐田の海 | 1    | 5    | 薩洲洋 | 7    | 6    | 陣岳     | 9    | 8    |
| 太寿山   | 6    | 8    | 大翔鳳   | 1    | 1    | 大翔山 | 1    | 1    | 大徹     | 5    | 4    |
| 貴闘力   | 0    | 1    | 貴花田   | 2    | 0    | 貴ノ嶺 | 0    | 1    | 隆三杉   | 7    | 7    |
| 多賀竜   | 5    | 11   | 玉海力   | 0    | 1    | 玉龍   | 6    | 2    | 常の山   | 0    | 1    |
| 寺尾     | 5    | 8    | 出羽の花 | 2    | 6    | 闘竜   | 1    | 2    | 栃司     | 5    | 6    |
| 栃剣     | 2    | 1    | 栃乃和歌 | 2    | 6    | 豊ノ海 | 5    | 2    | 南海龍   | 1    | 3(1) |
| 花乃湖   | 2    | 4    | 花ノ国   | 3    | 9    | 藤ノ川 | 2    | 1    | 双羽黒   | 2    | 0    |
| 鳳凰     | 1    | 1    | 北天佑   | 1    | 6    | 星岩涛 | 1    | 0    | 舞の海   | 0    | 1    |
| 前乃臻   | 2    | 3    | 益荒雄   | 0    | 4    | 三杉磯 | 1    | 0    | 三杉里   | 2    | 6    |
| 水戸泉   | 4    | 3    | 龍興山   | 1    | 0    | 両国   | 4    | 10   | 若嶋津   | 0    | 1    |
| 若翔洋   | 1    | 0    | 若瀬川   | 4    | 5    | 若花田 | 0    | 1    |          |      |      |

## 戦績
| 総合格闘技 戦績 | 総合格闘技 戦績 | 総合格闘技 戦績 | 総合格闘技 戦績 | 総合格闘技 戦績 | 総合格闘技 戦績 | 総合格闘技 戦績 |
| --------------- | --------------- | --------------- | --------------- | --------------- | --------------- | --------------- |
| 6 試合          | (T)KO           | 一本            | 判定            | その他          | 引き分け        | 無効試合        |
| 2 勝            | 0               | 1               | 1               | 0               | 0               | 0               |
| 4 敗            | 3               | 1               | 0               | 0               | 0               | 0               |

| 勝敗 | 対戦相手                           | 試合結果                       | 大会名                                     | 開催年月日     |
| ×    | レネ・ローゼ                       | 1R 0:52 TKO（マウントパンチ）  | INOKI BOM-BA-YE 2003 馬鹿になれ夢を持て    | 2003年12月31日 |
| ×    | ヤン・"ザ・ジャイアント"・ノルキヤ | 2R 0:57 TKO（タオル投入）      | INOKI BOM-BA-YE 2002                       | 2002年12月31日 |
| ×    | 藤田和之                           | 1R 2:46 肩固め                 | 世界最強伝説 UFO LEGEND                    | 2002年8月8日   |
| ○    | ジェロム・レ・バンナ               | 2R 2:50 前腕チョーク           | INOKI BOM-BA-YE 2001                       | 2001年12月31日 |
| ×    | レネ・ローゼ                       | 3R 0:09 KO（左ハイキック）     | K-1 ANDY MEMORIAL 2001 〜JAPAN GP 決勝戦〜 | 2001年8月19日  |
| ○    | 佐竹雅昭                           | 3R（10分/5分/5分）終了 判定2-1 | PRIDE.13                                   | 2001年3月25日  |

## タイトル歴
新日本プロレス
- IWGPヘビー級王座（第30代）

ハッスル
- HHH： 1回
- ハッスル・スーパータッグ：1回（＆天龍源一郎）

## エピソード
- 「孝乃富士」の四股名は姓名判断者に「あなたは全然親孝行していないですね」と指摘され、その通りだと思ったことに由来する。
- 元来のギャンブル好きで、相撲時代は九重部屋に極道まがいの借金取りが度々取り立てに訪れていたとされる（廃業の一因も借金問題があったと指摘するライターもいる）。
- ギャンブル好き・無気力・ドタキャンなど、素行や性格の粗が取沙汰されることが多い一方で、時間の約束は必ず守ったり、旅行の準備を出発前日にすべて済ませたりする、几帳面な一面も伝えられている。
- プロレス界では北尾光司のプロレス転向失敗もあり、北尾の新日本プロレス離脱の後に入門した安田に対しては特別扱いせず、他の新弟子と同じように一からしごき始める方針を採った。
- さいたまスーパーアリーナで行われた、レネ・ローゼとの最初の対戦では、ハイキックを受け失神KO負けを喫した。目を覚ました安田に、医師が状態を確認するため「ここがどこだかわかりますか？」と問いかけると、混濁状態にあった安田は「両国国技館」と答えた。
- 天龍源一郎によると、ボートレースの日は人が変わったように折り目正しくなり、スーツを着込んで第1レースからきちんとレース場にいるその様に天龍も驚いていた[11]。
- 気ままでマイペースな性格で知られるが、そんな安田が天龍にハッスルについて「天龍さん、この団体はとんでもないところですよ……」と忠告したことには天龍も「え!お前がそんなこと言うの!?」と驚きを隠せず、様々なプロレス団体での経験により胆力を身に付けていた天龍もしばらくハッスルには疑心暗鬼になっていた[11]。